# Skäggetorp
Skäggetorp est un quartier situé au nord-ouest de la ville suédoise de Linköping. Il a été construit à partir des années 1960 dans le cadre du programme million.

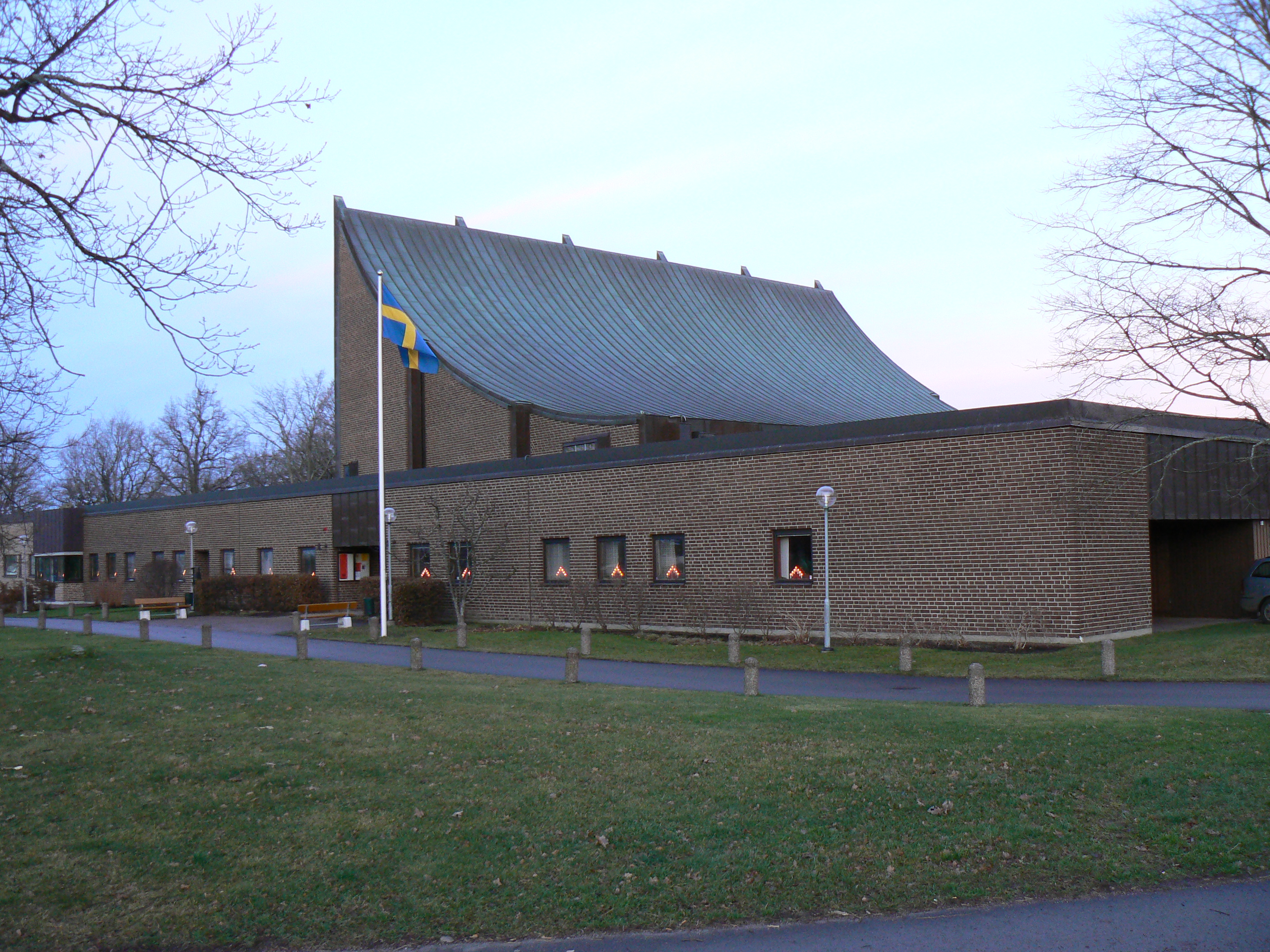
L'église de Skäggetorp, achevée en 1975.